# Ogniskowa normalna
Ogniskową normalną lub standardową przyjęło się nazywać w fotografii ogniskową obiektywu, która jest równa przekątnej kadru aparatu fotograficznego. Jej wartość jest różna dla różnych modeli aparatów, zależna od wielkości stosowanego materiału lub sensora światłoczułego. Wielkość ogniskowej normalnej jest ściśle związana z kątem widzenia aparatu, przy czym przyjmuje się, że przy kącie zbliżonym do 45°-50° odwzorowanie obrazu na płaszczyźnie kadru jest najbardziej zbliżone do obrazowania ludzkiego oka. Przykładowo ogniskowa normalna dla klatki filmu 135 (o dokładnych wymiarach 24 mm na 36 mm) wynosić będzie 43,27 mm. Gdy w aparacie posiadającym matrycę o wymiarach 24 mm x 36 mm  zastosujemy obiektyw o ogniskowej 43,27 mm uzyskamy kąt widzenia zbliżony do kąta dokładnego widzenia ludzkiego oka. Wartość ogniskowej normalnej można obliczyć stosując twierdzenie Pitagorasa. 
| Format       | Wymiary kadru (mm) | Przekątna kadru(mm) | Przybliżona wartość ogniskowej normalnej |
| ------------ | ------------------ | ------------------- | ---------------------------------------- |
| 120, 60 mm   | 60 x 90            | 108,2               | 105 mm                                   |
| 120, 60 mm   | 60 x 60            | 84,8                | 80 mm                                    |
| 135, 35 mm   | 24 x 36            | 43,3                | 45 - 50 mm                               |
| APS-C        | 16,7 x 25,1        | 30,1                | 32 - 35 mm                               |
| 9.5 mm Minox | 8 x 11             | 13,6                | 15 mm                                    |